# François Arnaud
François Landriault-Barbeau (ur. 5 lipca 1985 w Montrealu) – frankofoński aktor teatralny, telewizyjny i filmowy, najbardziej znany z roli Cezara Borgii w serialu Showtime Rodzina Borgiów (The Borgias).

## Życiorys
Urodził się w Montrealu w Kanadzie. Dorastał z młodszą siostrą w dzielnicy Outremont i we Francji. Jego ojciec był deweloperem i prawnikiem. Arnaud opanował biegle trzy języki: angielski, francuski i hiszpański. Gra na fortepianie i śpiewa, uczęszczał do chóru chłopięcego Little Singers na Mount Royal. W 2007 ukończył Conservatoire d'art dramatique de Montréal. Otrzymał dyplom w Brebeuf College.
Swoje nazwisko Barbeau zmienił na Arnaud, ponieważ mylił się z kostiumem teatralnym. Zaraz po swoim pierwszym filmie Xaviera Dolana Zabiłem moją matkę (2009), gdzie zagrał rolę Antonina, zdobył nagrodę Stowarzyszenia Krytyków Filmowych w Vancouver. Ten film był również bardzo pozytywnie i entuzjastycznie przyjęty Festiwalu Filmowym w Cannes.
Nigdy nie jeździł konno, dopóki nie podpisał umowy na udział w drugim sezonie serialu Rodzina Borgiów (2011-2012), gdzie zagrał postać Cezara Borgii, syna Rodrigo Borgii (Jeremy Irons). Był na okładce kanadyjskiej edycji magazynu „Elle” (w listopadzie 2011) i „Interview” (w lipcu 2017). Wystąpił w pierwszym sezonie serialu Blindspot: Mapa zbrodni (2015).
W lutym 2014 związał się z Sarah Gadon.

## Wybrana filmografia

### Filmy fabularne
- 2008: J'me voyais déjà
- 2009: Zabiłem moją matkę (J'ai tué ma mère) jako Antonin
- 2009: Uderzenie gorąca (Les Grandes Chaleurs) jako Yannick Ménard

### Seriale TV
- 2008: Mistyfikacja (The Double life of Eleanor Kendall) jako Stefan
- 2008–2009: Taxi 0-22 jako Marc-André
- 2009: Yamaska jako Théo Carpentier
- 2011-2012: Rodzina Borgiów (The Borgias) jako Cezar Borgia
- 2015-2016: Blindspot: Mapa zbrodni jako Oscar
- 2017-2018: Midnight, Texas jako Manfred Bernardo
- 2018: UnReal jako Tommy Castelli